# Bo Gentzel
Bo Ludvig Gentzel, född 16 september 1943 i Johanneberg i Göteborg, död 20 oktober 2012 i S:t Pauli församling, Göteborg, var en svensk TV-sportkommentator. Han var sonson till komikern Ludde Gentzel och far till handbollsmålvakten Peter Gentzel.

## Biografi
Bo Gentzel hade en bakgrund som ledare inom handbollen. tillsammans med kompisen Kjell Winsnes startade han IF Göteborgs Handbollspojkar (Handbollspojkarna). Handbollspojkarna gick så småningom ihop med IF Warta och blev HP Warta.
Under 1960-talet arbetade Gentzel på det som då hette Idrottsnämnden i Göteborg och frilansade dessutom lite som sportskribent för Göteborgs-Posten. Genom Lars-Gunnar Björklunds försorg kom han till Radiosporten och gjorde regionala krönikor. Han värvades över till tjänsten som redaktionssekreterare på Sveriges Radios sportredaktion och avancerade efter en tid till chef för Radiosporten efter Lennart Hyland. Åren 1968–1975 var han anställd på Sveriges Radio.
Gentzel flyttade därefter tillbaka till hemstaden Göteborg som PR-chef för Volvo Fritid och senare som PR-chef för företaget Adidas. Under lång tid fortsatte han i frilansuppdrag för Radiosporten, framför allt som programledare för Sportextra.
1990 blev Gentzel sportchef för nystartade TV4 och följande år blev han chef för TV-sporten på SVT. Han kommenterade också en del fotbollsmatcher, bland annat för Tipsextra och vid VM 1994. Åren 1999–2001 var Gentzel klubbdirektör för IFK Göteborg.
Bo Gentzel är begravd på Östra kyrkogården i Göteborg.